# British Home Championship 1897/98
Die British Home Championship 1897/98 war die 15. Auflage des im Round-Robin-System ausgetragenen Fußballwettbewerbs zwischen den vier britischen Nationalmannschaften von England, Irland (ab 1950/51 Nordirland), Schottland und Wales.
| Pl. | Nationalmannschaft | Sp. | S | U | N | Tore    | Punkte |
| --- | ------------------ | --- | - | - | - | ------- | ------ |
| 1.  | England            | 3   | 3 | 0 | 0 | 009:300 | 06:0   |
| 2.  | Schottland         | 3   | 2 | 0 | 1 | 009:500 | 04:20  |
| 3.  | Irland             | 3   | 1 | 0 | 2 | 003:600 | 02:40  |
| 4.  | Wales              | 3   | 0 | 0 | 3 | 002:900 | 0:60   |

|                                              |   |            |           |
| 19. Februar 1898 in Llandudno (The Oval)     |   |            |           |
| Wales                                        | – | Irland     | 0:1 (0:0) |
| 5. März 1898 in Belfast (Solitude)           |   |            |           |
| Irland                                       | – | England    | 2:3 (1:2) |
| 19. März 1898 in Motherwell (Fir Park)       |   |            |           |
| Schottland                                   | – | Wales      | 5:2 (4:1) |
| 26. März 1898 in Belfast (Solitude)          |   |            |           |
| Irland                                       | – | Schottland | 0:3 (0:2) |
| 28. März 1898 in Wrexham (Racecourse Ground) |   |            |           |
| Wales                                        | – | England    | 0:3 (0:1) |
| 2. April 1898 in Glasgow (Celtic Park)       |   |            |           |
| Schottland                                   | – | England    | 1:3 (0:2) |